# Leović
Leović (Serbisches-kyrillisch: Леовић) ist ein Dorf im Westen Serbiens, nahe der Grenze zu Bosnien und Herzegowina.

## Geographie und Bevölkerung

### Lage
Das Dorf liegt in der Opština Ljubovija, im Okrug Mačva. Leović gehört zur historischen Region Azbukovica die ein Teil der Großregion Podrinje ist. Die Region Azbukovica schließt die ganze Opština Ljubovija ein. 
Leović liegt circa 8,4 km südöstlich der Gemeindehauptstadt Ljubovija. Das Dorf ist eine Streusiedlung, bestehend aus folgenden Weilern: Leović, Sarići, Stajčići, Baurić, Jovanovići, Mitrovići, Dubrave und Radenkovica. 
Nachbardörfer von Leović sind: im Süden Caparić, im Norden Donja Orovica, im Osten Gornja Orovica bzw. Tornik und im Westen Berlovine. Alle vier Nachbardörfer befinden sich in Serbien und gehören der gleichen Gemeinde an wie Leović, nämlich Ljubovija. 

### Gewässer
Das Dorf liegt östlich des Flusses Drina, die hier die Grenze zwischen Serbien und Bosnien darstellt. Auch das Flüsschen Orahovica (auch Orahovička Reka) fließt an der Nordgrenze des Ortes vorbei. Und die Quelle des Flüsschen Bukovica entspringt im südöstlichen Teil von Leović.
Folgende Bäche fließen durch das Dorfgebiet: Dubravski Potok, Stajčića Potok und Dubovički Potok. Die Wasserquellen im Dorf heißen: Kojina Voda, Vukićeva Voda, Studenac, Sijerak und Stublina.

### Hügel
Leović wird von den Hügelketten Drmnik (Westen), Rusimovac (Süden), im Osten vom Gebirge Ravna Gora und im Norden vom Flüsschen Orahovica begrenzt. 
Der Ostteil des Dorfes liegt zu großen Teilen auf dem Gebiet des Gebirges Ravna Gora. Ein beachtlicher Teil des Gebirges befindet sich auf dem Dorfgebiet und in den letzten Jahren begann eine stärkere Rodung der Westseite der Ravna Gora. Die Ostseite des Gebirges, dagegen ist weiterhin stark bewaldet.    
An der Westgrenze des Dorfes westlich des Weilers Baurić steht der große Hang des Hügels Drmnik. Aus der Richtung des Hügels Rusimovac fließt der Bach Dubovički Potok durch das Dorf. Von dessen Quelle herum beginnt ein Plateau das sich, bis zu den zwei Hügelhängen Koren und Skrajnik, die sich an der Nordgrenze des Dorfes steil ins Tal der Orahovička Reka hinablassen, erstreckt. Auf diesem Plateau steht der größte Teil von Leović. 
Der Zweite Teil des Dorfes steht unterhalb des Hügels Rusimovac und der Ravna Gora bei der Quelle der Bukovica. 
Die einzelnen Hügel der Hügelketten tragen folgende Namen: Drmnik, Dubovik, Dubrave, Rusimovac, Brdo, Vukićevac, Osoje, Ozrijen, Debelo Osoje, Stajčića Brdo, Koren, Skrajnik,  Prisadi und Ravna Gora. 
Die Felder im Ort tragen folgende Flurnamen: Brdo, Drmnik, Dubovik, Dolovi, Dubrave, Doline, Jazbine, Poljane, Selišta und Vrtače. Im Dorf werden Himbeeren und Brombeeren angebaut.

### Bevölkerung
Der Ort hatte bei der Volkszählung von 2011 204 Einwohner, während es 2002 318 Einwohner waren. Nach den letzten drei Bevölkerungsstatistiken fällt die Einwohnerzahl weiter. Die Bevölkerung stellen zu 100 % Serben. Der Ort besteht aus 117 Haushalten.

### Demographie
| Jahr | Einwohnerzahl |
| ---- | ------------- |
| 1948 | 921           |
| 1953 | 953           |
| 1961 | 993           |
| 1971 | 801           |
| 1981 | 623           |
| 1991 | 486           |
| 2002 | 318           |
| 2011 | 204           |

## Geschichte
Auf dem Dorfgebiet vor allem bei den Weilern Dubrave und Leović und den Hängen des Rusimovac fand man alte Gräber, Wege und Ausgrabungsstätten. In der Vergangenheit wurde durch diese Funde belegt, das in Leović Tagebau betrieben wurde. 
1930 lebten im Ort folgende serbische Familien: Sarić, Jovanović, Aleksić, Petrović, Drobnjak, Mitrović, Milovanović, Vasić, Stajčić, Despotović, Stevanović  und Obradović. Die ältesten Familien die teilweise über Jahrhunderte in Leović leben sind die Sarić und Mitrović. Leović bestand 1930 aus 117 Haushalten.
In der Vergangenheit war der heutige Dorfweiler Sarići ein eigenständiges Dorf, welches 1979 nach Leović eingemeindet wurde.

## Religion
Die Einwohner des Dorfes sind Serbisch-orthodoxe Christen. Leović gehört zur Pfarrei Gornja Bukovica im Dekanat Azbukovica der Eparchie Šabac der Serbisch-orthodoxen Kirche. Auf der Lokalität Crkvine, wo in der Vergangenheit eine Serbisch-orthodoxe Kirche stand, wird seit März 2021 eine kleine Serbisch-orthodoxe Kirche erbaut.
Die Kreuzkuppelkirche ist dem Hl. Erzengel Gabriel geweiht.

## Infrastruktur
Leović verfügt über die Grundschule Petar Vragolić. Das Dorf gehört neben dem Dorf Vrhpolje zur lokalen Gemeinschaft (Mesna zajednica) Caparić mit Sitz in Caparić. 